# Viktor Ullmann
Viktor Ullmann (Teschen, Imperi Austrohongarès, actualment dividit entre Cieszyn (Polònia) i Český Těšín (República Txeca), 1 de gener de 1898 - Auschwitz-Birkenau, 18 d'octubre de 1944) va ser un compositor, director d'orquestra i pianista austríac.

## Biografia
Viktor Ullmann va nàixer l'1 de gener de 1898 a Teschen, l'actual Cieszyn. Els seus pares procedien de famílies d'origen jueu, tot i que s'havien convertit al catolicisme abans del naixement de Viktor. Son pare, Maximilian, va poder, com a jueu assimilat, seguir la carrera d'oficial de l'exèrcit de l'Imperi Austrohongarès; en la Primera Guerra Mundial va ser ascendit a coronel i ennoblit.
A partir de 1909 Viktor va assistir a l'escola (Gymnasium) a Viena. El seu talent musical i les seues inclinacions aviat van donar-li accés a Arnold Schönberg i el seu cercle de deixebles. Tan prompte va acabar l'escola es va presentar voluntari al servei militar.
Després de la seua participació en la Campanya d'Itàlia, a Isonzo, durant la Primera Guerra Mundial, li va ser concedit un permís d'estudis, que va utilitzar per a iniciar estudis de Dret a la Universitat de Viena. Hi va assistir a les classes de Wilhelm Jerusalem. A principis de 1918 va ser acceptat a un seminari de composició de Schönberg. Amb el mateix Schönberg va estudiar teoria de la forma, contrapunt i orquestració. Ullmann era un excel·lent pianista, tot i que no ambicionava una carrera com a solista.
Al maig de 1919 va interrompre tots dos cursos amb la intenció d'abandonar Viena i consagrar-se completament a la música a Praga. El seu mentor va ser Alexander von Zemlinsky, sota la patronatge del qual va accedir al càrrec de director al Nou Teatre Alemany de Praga (avui dia l'Òpera de l'Estat de Praga) fins a l'any 1927. La següent temporada, 1927-28, va ser nomenat director de la companyia d'òpera d'Aussig an der Elbe (Ústí nad Labem), però el seu repertori, que incloïa òperes de Richard Strauss, Ernst Krenek i d'altres, era massa avançat per al gust local, i el contracte va ser cancel·lat.
L'any 1923, amb Sieben Lieder mit Klavier (7 lieder amb piano) va encetar una sèrie d'exitoses interpretacions de les seues obres, que s'estendria fins a la dècada del 1930 amb les "Sieben Serenaden". Al festival de Ginebra de l'Associació Internacional per a la Nova Música, l'any 1929, les seues "Variacions Schönberg", un cicle pianístic sobre un tema del seu mestre vienès, van causar sensació. Cinc anys després, amb l'arranjament per a orquestra d'aquesta obra, va guanyar el Premi Hertzka (batejat així en honor del director d'Universal Editions). Mentrestant havia exercit de director d'orquestra a Zúric durant dos anys. Com a resultat del seu interès en l'antroposofia (disciplina fundada per Rudolf Steiner) va dedicar dos anys més regentant, en companyia de la seua muller, una llibreria de llibres antroposòfics a Stuttgart, però va haver de fugir a mitjan 1933 i va tornar a Praga com a professor de música i periodista.
Durant aquest període va treballar al departament de música de Czechoslovak Radio, va escriure un llibre i crítiques musicals per a diverses revistes, va ser empleat com a crític pel diari Bohemia, va fer classes a grups i classes particulars i es va involucrar en les activitats de la Societat Txecoslovaca per a l'Educació Musical. Per aquesta època va fer amistat amb el compositor Alois Hába, a qui ja coneixia prèviament. Ullmann es va inscriure al departament de música microtonal amb l'escala de quatre tons, al Conservatori de Praga, on va estudiar durant dos anys (1935-1937).
Si les seues obres de la dècada del 1920 encara palesen la influència del període atonal de Schönberg (especialment la Simfonia de Cambra Op. 9, els George Lieder Op. 15 i "Pierrot Lunaire", Op. 21), les obres compostes a partir de 1935 mostren un desenvolupament personal de les influències rebudes de Schönberg (Quartet de corda núm. 2, Sonata per a piano núm. 1) i de les controvertides troballes d'Alban Berg en la seua òpera Wozzeck (l'òpera La caiguda de l'Anticrist). Harmonies dissonants, una extremadament densa expressió orquestral i un control magistral de l'estructura musical són les característiques del nou i des d'ara inconfusible estil d'Ullmann.
El 8 de setembre de 1942 va ser deportat junt amb la seua muller i el seu fill al camp de concentració de Theresienstadt. Abans de la deportació, la seua producció ascendia a 41 números d'opus i comprenia, entre altres obres, tres sonates per a piano, cicles de cançons sobre textos de diversos poetes, òperes i el Concert per a piano Op. 25, que havia conclòs al desembre de 1939, és a dir, nou mesos després de l'entrada dels alemanys a Praga. La major part d'aquestes obres s'ha perdut; els manuscrits van desaparèixer probablement durant l'ocupació. Tot i això, hi sobreviuen 13 obres que havien estat publicades de manera privada i que van ser confiades a un amic perquè les conservara.
La naturalesa particular del camp de Theresienstadt va permetre a Ullmann romandre actiu: va actuar com a pianista acompanyant, hi va organitzar concerts ("Collegium musicum", "Estudi per a la Nova Música") i va escriure crítiques d'esdeveniments musicals com a integrant d'un cercle cultural que incloïa Karel Ančerl, Rafael Schächter, Gideon Klein, Hans Krása i altres prominents músics també empresonats.
El 16 d'octubre de 1944 va ser deportat al camp d'Auschwitz-Birkenau, on va morir el 18 d'octubre de 1944 assassinat a les cambres de gas.
L'obra que va deixar a Theresienstadt es va salvar gairebé en la seua totalitat, i inclou - a més d'obres corals, cicles de cançons i música escènica - algunes obres significatives, com ara les tres darerres sonates per a piano, el tercer quartet de corda, el melodrama basat en el poema de Rainer Maria Rilke, Corneta, així com l'òpera de cambra L'emperador de l'Atlàntida, o el refús de la Mort, estrenada l'any 1975 (l'estrena havia hagut de tenir lloc l'any 1944 a Terezin, dirigida per Rafael Schachter, però el comandant de les SS es va adonar de les similituds entre el personatge principal i Adolf Hitler, i l'obra va ser prohibida). Ha estat retransmesa per la televisió de la BBC al Regne Unit, i ha gaudit de diverses produccions en diferents països, entre les quals cal destacar les de Bremen i Stuttgart de l'any 1990.
En aquestes obres, i particularment en l'Emperador i el Corneta, va tractar les qüestions fonamentals de la seua cosmovisió, per descomptat ara influïda per les condicions de vida d'un camp de concentració nazi; el problema estètic de transformar material preexistent en una obra d'art; i el problema ètic del permanent conflicte entre esperit i matèria.
La formulació més concreta d'aquest discurs, en termes de contingut, té lloc a l'òpera L'emperador de l'Atlàntida, o el refús de la Mort, amb la paràbola del joc de l'Emperador amb la Mort. El "joc", que consisteix no gens menys que en la completa destrucció de tota vida humana, segons els plans de l'Emperador, i el boicot de la mort a aquest inic objectiu, conclou amb la caiguda de l'Emperador i amb la visió d'un nou pacte entre la vida i la mort.
Amb la plasmació musical d'aquest tema, presumiblement connectat a la situació contemporània del compositor, Viktor Ullmann va crear un paradigma atemporal de com els poders positius de la humanitat poden vèncer la inhumanitat de qualsevol règim tirànic.

## Cronologia
- 1898 Naix a Teschen (a la Silèsia austríaca) l'1 de gener
- 1909-16 Assisteix a l'escola a Viena
- 1916-18 Servei militar com a voluntari; servei al front; promocionat com a lloctinet
- 1918 Assisteix a la Universitat de Viena, estudiant dret i assistint al "Seminari de composició" d'Arnold Schönberg
- 1920 Tardor: mestre de cor i co-repetidor sota direcció d'Alexander von Zemlinsky al Nou Teatre Alemany de Praga; posteriorment (1922-27) director d'orquestra
- 1925 Composició de les "Variacions Schönberg" per a piano (estrenades l'any 1926 a Praga)
- 1927-1928 Director d'òpera a Aussig an der Elbe (Ústí nad Labem); posteriorment retorn a Praga sense un treball concret
- 1929 Èxit de les "Variacions Schönberg" al festival musical de la Societat Internacional per a la Nova Música (Internationale Gesellschaft für Neue Musik; IGNM) a Ginebra
- 1929-1931 Compositor i director per a l'escena a Zuric
- 1931-1933 Llibreter a Stuttgart (propietari de la llibreria antroposòfica Novalis-Bücherstube)
- 1933 Fugida de Stuttgart; retorn a Praga
- 1934 Premi Hertzka per la versió orquestral de les "Variacions Schönberg" (Op. 3b)
- 1935-1937 Alumne de composició d'Alois Hába
- 1936 Premi Hertzka per l'òpera "La caiguda de l'Anticrist" (Op. 9)
- 1938 Després de la interpretació del seu segon quartet de corda al Festival de l'IGMN a Londres, Ullmann roman durant uns dos mesos a Dornach, prop de Basilea
- 1939 Comença la persecució dels jueus al "Protectorat de Bohèmia i Moràvia"
- 1942, 8 de setembre Deportació al camp de concentració de Theresienstadt. Actiu com a compositor, director d'orquestra, pianista, organitzador, professor i crític musical. Les seues obres més importants d'aquest període, conservades manuscrites, són: 3 sonates per a piano; cançons; l'òpera "L'emperador de l'Atlàntida" i el melodrama "La romança de l'amor i la mort del corneta Christoph Rilke"
- 1944, 16 d'octubre Trasllat a Auschwitz-Birkenau, on va ser assassinat a les cambres de gas el 18 d'octubre de 1944

## Llista d'obres de Praga i Theresienstadt
A mitjan 1942, poc després de la deportació al camp de concentració de Theresienstadt, Ullmann va elaborar una llista de les obres que havia compost fins aleshores. Aquesta llista va ser conservada a una biblioteca de Londres com a part d'una carta adreçada a una persona fins ara no identificada. A diferència de les seues anteriors llistes d'obres, la llista de Londres presenta una ininterrompuda successió de números d'opus (1-41) amb la inclusió exacta d'obres i títols ja coneguts. Aquesta llista d'obres d'Ullmann és d'incalculable valor per identificar les obres perdudes o desaparegudes, fent palesa també la magnitud de la pèrdua causada per la persecució i la guerra.
En la següent llista s'usa la numeració d'opus d'Ullmann, ampliada a les obres compostes a Theresienstadt. L'ordre dels títols és bàsicament cronològic i té en compte tant les obres conegudes per llistes anteriors com les citades a la bibliografia. La datació incerta s'indica amb (?). Les restes d'una prèvia numeració deriven de la llista d'obres continguda al Riemann Musiklexikon 11/1929. Les "Variacions Schönberg" presenten un número d'opus incongruent amb la cronologia, degut als diversos arranjaments que el compositor en va fer.

## Obres de Praga
| Obra | Any          | Numeració prèvia | Notes |
| Tres cors per a veus masculines a cappella | 1919         | Opus 1           | |
| Cançons amb orquestra | 1921         | Opus 2           | |
| Abendlied (Cancó del vespre) (Claudius) per a cor, solistes i orquestra                                                                                  | 1922         | Opus 3           | |
| Música per a una obra de teatre sobre un conte de Nadal "Wie Klein Else das Christkindlein suchen ging" (Que poca vent va venir a adorar l'infant Jesús) | 1922         |                  | Estrenada a Praga, 1922 |
| Set cançons amb piano | 1923         | Opus 4           | Estrenades a Praga, 1923, Festival de l'IGNM a Praga, 1924 |
| Opus 1 - Quartet de corda núm. 1 | 1923         | Opus 5           | Estrenat a Praga, 1927 |
| Set cançons amb orquestra de cambra | 1924         | Opus 6           | Estrenades a Praga, 1924 |
| Fantasia simfònica (també coneguda com "Cantata per a tenor solista i orquestra"                                                                         | 1924         | Opus 7           | Estrenada a Praga, 1925 |
| Música incidental per a "Der Kreidekreis" (El cercle de clarió) (Klabund)                                                                                | 1924         |                  | Estrenada a Praga, 1925 |
| (21) Variacions i doble fuga sobre una petita peça de piano de Schönberg (Op. 19, 4)                                                                     | 1925         | Opus 9           | Estrenada a Praga, 1926 |
| Opus 2 - Octet (també conegut com "Oktettino") | 1924         | Opus 8           | Estrenat a Praga, 1926 |
| Trio per a instruments de fusta | 1926         | Opus 10          | |
| Opus 4 - Concert per a orquestra (també conegut com "Primera Simfonia" i "Simfonietta")                                                                  | 1928         | Opus 11          | Estrena a Praga, 1929 |
| (5) Variacions i doble fuga sobre una petita peça de piano de Schönberg (per a piano)                                                                    | 1929         |                  | Variacions i doble fuga sobre una petita peça de piano de Schönberg 1929. Es va conservar una transcripció de copista a Praga. Festival de l'IGNM, Ginebra, 1929. |
| Opus 5 - Set petites serenates per a veu i 12 instruments (text també d'Ullmann)                                                                         | 1929         |                  | Estrena a Frankfurt del Main, 1931. |
| Opus 6 - Peer Gynt (Ibsen). Òpera | 1927-29      |                  | Conclosa després de 1938. |
| Opus 3 a - (9) Variacions i doble fuga sobre una petita peça de piano de Schönberg                                                                       | 1933/34      |                  | Auto-publicat a Praga, 1939. |
| Opus 3 b - Variacions, fantasia, i doble fuga sobre una petita peça de piano de Schönberg, per a orquestra                                               | 1933/34      |                  | Premi Hertzka 1934. Estrena a Praga, 1938. Es va conservar un conjunt de les parts orquestrals per dos copistes de Praga. |
| Opus 7 - Quartet de corda núm. 2 | 1935         |                  | Estrena a Praga, 1936. Festival de l'IGNM, Londres, 1938. |
| Opus 8 - (Set) Elegies per a soprano i orquestra | 1935         |                  | Estrena a Praga, 1936 (3 pieces). Opus 8, la núm. 2 va ser conservada com a manuscrit: "Schwer ist's das Schöne zu lassen" (És difícil deixar la bellesa) (Steffen). |
| Opus 9 - Der Sturz des Antichrist (La caiguda de l'Anticrist), obra per a l'escena en tres actes (Steffen)                                               | 1935         |                  | Premi Hertzka 1936. La partitura i un arranjament per a piano, ambdós manuscrits, van ser conservats. |
| Opus 10 - Sonata per a piano núm. 1 | 1936         |                  | Auto-publicat a Praga, 1936. UA Prag 1936. Festival de l'IGNM a Nova York, 1941. |
| Opus 11 - Melodrames Xinesos (també coneguda com "Galgenlieder" o Cançons de la forca)                                                                   | 1936         |                  | Estrena a Praga, 1936 (4 peces). |
| Opus 12 - Huttens letzte Tage (Darrers dies de Hutten) (C.F. Meyer), simfonia lírica per a tenor, baríton i orquestra                                    | 1936/37 (?). |                  | |
| Opus 13 - Missa Simfònica per a cor, solistes, orquestra i orgue ("en honor de l'Arcàngel Miquel")                                                       | 1936         |                  | |
| Opus 14 - Tres cors a capella (també coneguda com "Cantata Rosenkreuzer")                                                                                | 1936         |                  | |
| Opus 15 - Cantata de Pasqua (també coneguda com "Cantata de cambra") per a petit cor mixt i sis instruments                                              | 1936         |                  | |
| Opus 16 - Sonata per a clarinet en quatre tons i piano en quatre tons                                                                                    | 1936         |                  | Estrena a Praga, 1937. Només es va conservar, manuscrita, la part de clarinet. |
| Opus 17 - Sis cançons (Steffen) per a soprano i piano | 1937         |                  | Auto-publicat a Praga, 1937. Estrena a Praga, 1937. |
| Opus 18 - SCançons (Kraus, Goethe, Novalis) (també coneguda com "Cicle de Cançons II")                                                                   | 1937 (?).    |                  | |
| Opus 19 - Sonata per a piano núm. 2 | 1938/39      |                  | Auto-publicat a Praga, 1939. Estrena a Praga, 1940. |
| Opus 3 c - Variacions i doble fuga sobre un tema d'Arnold Schönberg                                                                                      | 1939         |                  | Conservat com a fotocòpia del manuscrit. |
| Opus 20 - Cançons espirituals per a veu aguda i piano | 1939/40      |                  | Auto-publicat a Praga, 1940. Estrena a Praga, 1940. |
| Opus 21 - Cançons (Thomas Brezina) | 1929/39 (?). |                  | |
| Opus 22 - Cançons d'infants | 1939/40 (?). |                  | |
| Opus 23 - Der Gott und die Bajadere (El déu i la baiadera) (Goethe) per a baríton i piano                                                                | 1940 (?)     |                  | Estrena a Praga, 1940. |
| Opus 24 - Rapsòdia Eslava per a orquestra i saxòfon obligat                                                                                              | 1939/40      |                  | Auto-publicat a Praga, 1940 (impresa com a "Opus 23"). |
| Opus 25 - Concert per a piano | 1939         |                  | Conservat com a manuscrit; Auto-publicat a Praga, 1940. |
| Opus 26 - Cinc cançons d'amor (Huch) per a soprano i piano                                                                                               | 1939         |                  | Auto-publicat a Praga, 1939. |
| Opus 27 - Lieder des Prinzen Vogelfrei (Cançons del príncep Vogelfrei) (Nietzsche)                                                                       | 1940         |                  | |
| Opus 28 - Sonata per a piano núm. 3 | 1940         |                  | Auto-publicat a Praga, 1940 (impresa com a "Opus 26") |
| Opus 29 - Tres sonets portuguesos (Elizabeth Barrett Browning, trad. Rilke) per a soprano i piano                                                        | 1940         |                  | Auto-publicat a Praga, 1940. Estrena a Praga, 1940. |
| Opus 30 - Llibre de cançons de Hafiz per a baix i piano                                                                                                  | 1940         |                  | Auto-publicat a Praga, 1940. Estrena a Praga, 1940. Basat en "Nachdichtungen der Lieder und Gesänge des Hafis", vol 2, Hans Bethge (publicat per primera vegada l'any 1910 per Insel-Verlag, Leipzig; nova edició per YinYang-Media Verlag octubre de 2004 ISBN 3-935727-03-8). |
| Opus 31 - Nachlese (Reculls). Cançons | 1940 (?)     |                  | |
| Opus 32 - Krieg (Guerra). Cantata per a baríton | 1940 (?)     |                  | |
| Opus 33 - Die Heimkehr des Odysseus (El retorn a casa d'Odiseu). Òpera                                                                                   | 1940/41 (?)  |                  | |
| Opus 34 - Sis sonets (Labé) per a soprano i piano | 1941         |                  | Auto-publicat a Praga, 1941. |
| Opus 35 - Sis cançons per a contralt o baríton i piano                                                                                                   | 1941 (?)     |                  | |
| Opus 36 - Der zerbrochene Krug (La gerra trencada) (Kleist). Opera                                                                                       | 1941/42      |                  | Auto-publicat, 1942. |
| Opus 37 - Tres cançons (C.F. Meyer) per a baríton i piano                                                                                                | 1942         |                  | Conservat com a manuscrit. Estrena a Theresienstadt, 1943. |
| Opus 38 - Sonata per a piano núm. 4 | 1941         |                  | Auto-publicat a Praga, 1941. |
| Opus 39 - Sonata per a violí i piano | 1937 (?)     |                  | Només es conserva una trascripció de la part de violí. Estrena prevista a Praga, 1938. |
| Opus 40 - Ària de concert (d'"Iphigenie", de Goethe) | 1942 (?)     |                  | |
| Opus 41 - Sis cançons (H.G. Adler) | 1942 (?).    |                  | |

## Obres de Theresienstadt
| Obra | Any     | Numeració prèvia | Notes |
| Tres cançons per a baríton (C.F. Meyer) | 1942    |                  | cf. Opus 37. Anterior a novembre de 1942. |
| Quartet de corda núm. 3 | 1943    |                  | Conservat com a còpia de l'manuscrit. Comptat com a Opus 46. Anterior al 23 de gener de 1943. |
| Tardor (Trakl) per a soprano i trio de corda | 1943    |                  | Conservat com a manuscrit. Anterior al 24 de gener de 1943. |
| (2) Cançons de consolació (Steffen) per a veu baixa i trio de corda                                                                                   | 1943    |                  | Conservat com a manuscrit. |
| Deu Cors Jiddish i Hebreus Zehn (cor mixt, cor masculí i cor femení)                                                                                  | 1943    |                  | Conservat com a transcripcions de copistes de Theresienstadt. |
| Música incidental per a una obra de François Villon                                                                                                   | 1943    |                  | Estrena a Theresienstadt, 20 de juliol de 1943. |
| Wendla al jardí (Wedekind) per a veu i piano | 1943    |                  | Conservat com a manuscrit. Anterior a l'1 de juliol de 1943. |
| Sonata per a piano núm. 5 | 1943    |                  | Conservat com a manuscrit. Comptat com a Opus 45. Anterior al 27 de juny de 1943. |
| (2) Cançons sobre textos de Hölderlin per a veu i piano                                                                                               | 1943/44 |                  | Conservat com a manuscrit. |
| Immer inmitten (Sempre al mig) (H.G. Adler). Cantata per a mezzosoprano i piano                                                                       | 1943    |                  | Dues cançons conservades com manuscrits. Estrena a Theresienstadt, 30 d'octubre de 1943. |
| Sonata per a piano núm 6 | 1943    |                  | Conservat com a manuscrit. Comptat com Opus 49 (cf "Kaiser von Atlantis"). Anterior a l'1 d'agost de 1943. Estrena a Theresienstadt abans del 30 d'octubre de 1943.                                                                              |
| Der Mensch und sein Tag (L'home i el seu dia) (H.G. Adler). 12 cançons per a veu i piano                                                              | 1943    |                  | Conservat com a manuscrit. Comptat com Opus 47. Anterior al 4 de setembre de 1943. |
| "Chansons des enfants francaises" [sic] per a veu i piano                                                                                             | 1943    |                  | Una cançó ("Petit Cakewalk") Conservada com a manuscrit. Data de la dedicatòria: 27 de setembre de 1943. |
| Tres cançons xineses per a veu i piano | 1943    |                  | Dues cançons conservades manuscrites. Anterior a octubre de 1943. |
| Der Kaiser von Atlantis oder die Tod-Verweigerung (L'emperador de l'Atlàntida, o el refús de la Mort). Òpera en un acte (Kien)                        | 1943/44 |                  | Conservada com a manuscrit. Comptada com Opus 49 (com la 6ª sonata per a piano). La composició va començar entre juny i juliol de 1943 i va concloure el 13 de gener de 1944. Revisió ("Wahnsinns-Terzett" / Tercet de la follia) Agost de 1944. |
| Don Quixote. Obertura per a piano (esborrany de partitura)                                                                                            | 1943    |                  | Conservat com a manuscrit. Anterior al 21 de març de 1944. |
| 30 de maig de 1431. Llibret per a "Joana d'Arc" òpera en 2 actes                                                                                      | 1944    |                  | Conservat com a manuscrit. Data del prefaci: 16 de maig de 1943. |
| Tres cançons Jiddish per a veu i piano | 1944    |                  | Conservat com a manuscrit. Comptat com Opus 53. Primera cançó datada el 25 de maig de 1944. |
| Die Weise der Liebe und des Todes. (La romança de l'amor i la mort) (Rilke). 12 peces per a recitador i orquestra o piano (esborrany de la partitura) | 1944    |                  | Conservat com a manuscrit. Estrena abans del 28 de setembre de 1944. Anterior al 12 de juliol de 1944. |
| Sonata per a piano núm. 7 | 1944    |                  | Conservat com a manuscrit. Datada en la pàgina inicial: 22 d'agost de 1944. |
| Abendphantasie (Fantasia vespertina) (Hölderlin) per a veu i piano                                                                                    | 1944    |                  | Conservat com a manuscrit. |
| Cadències per als concerts per a piano núm. 1 i núm. 3 de Beethoven                                                                                   | 1944    |                  | Conservat com a manuscrit. Comptades com a Opus 54. |
| Tres cors infantils hebreus (a cappella) | 1944    |                  | Conservats en la transcripció d'un copista de Theresienstadt. |